# マンソリー・シラクーサ
マンソリー・シラクーサ (Mansory Siracusa) は、ドイツの自動車チューニングメーカーであるマンソリー社が、フェラーリ・458イタリアをベースに開発した自動車である。
ジュネーブ・モーターショーにて発表された自動車である。ベース車両はフェラーリ・458イタリアであるが、大幅な改造により、外観はオリジナルと大きく異なっている。ボディの殆どが超軽量カーボンで構成されており、車重は抑えられている (オリジナルの458イタリアと比べ、車重は約70kg減) 。フロント、サイド共にエプロンやサイドスカートなどが多数装備されている。また、ボンネット上のデザインは付加的なダウンフォースを発生させる役割も持っている。